# Ворона и Лисица
«Ворона и Лисица» — басня И. А. Крылова, написанная не позднее 1807 года. Впервые опубликована в журнале «Драматический вестник» в 1808 году.

## История создания
Крылов использовал древний сюжет, появляющийся у Эзопа, Федра, Бабрия, Игнатия Диакона, Лафонтена, Готхольда Лессинга, А. П. Сумарокова и В. К. Тредиаковского. А также - в старофранцузском тексте "Роман о Лисе". Упоминается  в анонимном французском фарсе "Адвокат Патлен" (между 1464-1469).
Гильеметта
    Я басню вспомнила о том,
    Как на сосну ворона села
    И, в клюве сыр держа, хотела
    Поесть. А под сосной лисица
    Решила сыром поживиться
    И говорит, хвостом виляя:
    «Какая птица неземная!
    Какой у вас прелестный вид,
    Какие глазки, говорит,
    Какие перышки, носок!
    Небось красив и голосок?
    Вы б спели!» Старая дуреха
    Не заподозрила подвоха,
    От радости дыханье сперло,
    Она во все воронье горло
    Закаркала, забыв о сыре.
    Сыр выпал, и лисе-проныре
    Достался лакомый кусок.
(пер. В.Васильева)
В басне Эзопа лиса обманывала ворону с помощью лести, чтобы заполучить мясо. Сыр впервые появляется в версии Федра в I веке н. э. Ворон (олицетворение мудрости) сменяется на ворону (для русскоязычного читателя — символ растяпы, разини) впервые в версии Сумарокова.

## Сюжет
Басня открывается вступлением-моралью: автор предупреждает, что «лесть гнусна, вредна; но только все не впрок, И в сердце льстец всегда отыщет уголок». Далее рассказывается история о вороне, где-то раздобывшей кусок сыра и собирающейся его съесть. Случайно пробегающая мимо лиса, учуяв сыр, захотела отнять его, и ради этого начала расхваливать ворону и уговаривать её спеть. Поддавшись на лесть, ворона каркнула, сыр выпал, и лиса убежала с ним.

## Анализ текста
При сравнении русского варианта басни с европейскими аналогами отмечалось, что в басне Крылова, как и в других русскоязычных вариантах текста, лисица пытается добиться своей цели, называя ворону «сестрицей» (отмечается характерное для коммуникации русских людей обращение к родственным и личным связям для завоевания доверия собеседника), в отличие от французского текста Лафонтена, где ворону льстят, обращаясь к нему, как к дворянину. Отмечалась также высокая эмоциональность «русской» вороны относительно её «английской коллеги», которая привела ворону Крылова к полной потере контроля не только над ситуацией, но и над собой, а также отсутствие в басне Крылова акцента на опасности потери материальных ценностей при общении с льстецами.
Также исследователями отмечалось, что прямая дидактика, заявленная во вступлении, компрометируется самим текстом басни. Либо в басне отсутствует «положительный» персонаж, фактически, «вор у вора украл», либо ворона представляется наказанной «по заслугам» более умной лисой, которая скорее ставит её на место, чем льстит.

## Басня в поздней культуре
- Мультфильм «Ворона и лисица, кукушка и петух» (1953) — экранизация двух басен Крылова.
- Мультфильм «Пластилиновая ворона» (1981): третья миниатюра представляет собой пародийное переосмысление басни.
- Памятник плавленому сырку «Дружба» — композиция изображает альтернативный исход противостояния вороны и лисицы, мирный.
- Четвёртый выпуск проекта «Гражданин поэт» по мотивам басни: сатира на громкие современные благотворительные акции[9].